# Stauropussa viridipennis
Stauropussa viridipennis är en fjärilsart som beskrevs av Embrik Strand 1912. Stauropussa viridipennis ingår i släktet Stauropussa och familjen tandspinnare. Inga underarter finns listade i Catalogue of Life.